# Neukdae sonyeon
Pour plus de détails, voir Fiche technique et Distribution.
Neukdae sonyeon (hangeul : 늑대소년, littéralement « garçon-loup ») est un film de romance fantastique sud-coréen écrit et réalisé par Jo Sung-hee, sorti en 2012.

## Synopsis
À la suite d'un appel téléphonique inattendu, une femme âgée se rend dans un chalet de son enfance où elle se remémore un jeune garçon étrange au regard sauvage à qui elle avait appris à vivre normalement, à porter des vêtements, à parler, à écrire et à manger correctement, il y a un demi-siècle. C'était un garçon pas comme les autres, car son corps se changeait dans l'obscurité. À cause des craintes des villageois, l'enfant sauvage est forcé de disparaître dans les bois tandis que la jeune fille lui promet de revenir…

## Fiche technique
source : Toronto International Film Festival (TIFF)
- Titre : Neukdae sonyeon
- Titre original : 늑대소년
- Titre anglais : A Werewolf Boy
- Réalisation : Jo Sung-hee
- Scénario : Jo Sung-hee
- Musique : Shim Hyun-jung
- Décors : Kim Ji-su
- Costumes : Kwak Jung Ae
- Photographie : Choi Sang-muk
- Son : Gong Tae-won
- Montage : Nam Na-yeong
- Production : Kim Su-jin et Yu in-beom
- Société de production : Bidangil Pictures
- Société de distribution : CJ Entertainment
- Pays d'origine :  Corée du Sud
- Langue originale : coréen
- Format : couleur - 1.85 : 1
- Genre : romance fantastique
- Durée : 122 minutes
- Dates de sortie :
  - Canada : 11 septembre 2012 (avant-première mondiale au festival international du film de Toronto)
  - Corée du Sud : 31 octobre 2012

## Distribution
- Song Joong-ki : Chool-soo, le garçon-loup
- Park Bo-young : la fille Sun-yi, jeune
  - Lee Young-ran (ko) : Kim Sun-yi, âgée
- Yoo Yeon-seok (en) : Ji-tae
- Jang Young-nam (en) : la mère de Suni
- Kim Hyang-gi : Sun-ja
- Yoo Seung-mok : le docteur
- Seo Dong-soo (ko) : Dae-ryeong
- Woo Jung-kook (ko) : M. Jeong
- Nam Jung-hee (ko) : la grand-mère de Dong-seok
- Goo Bon-im (ko) : la femme de M. Jeong
- Ahn Do-kyu (en) : Dong-seok
- Shin Bi (ko) : Dong-mi

## Production

### Tournage
Le tournage a lieu sur l'île de Jeju, où se situe le cratère volcanique Mulyeongari-oreum (en) autour du mont Halla.

### Musique
La musique du film est composée par Shim Hyun-jung. Les chansons 철부지 (Childlike, littéralement « Enfantin ») est interprétée par John Park et 나의 왕자님 (My Prince, littéralement « Mon prince »), que chante Sun-yi (Park Bo-young) dans le film, écrite par le réalisateur Jo Sung-hee et mise en musique par le compositeur Shim Hyun-jung, fait partie de la bande originale :
Liste de pistes
1. 나의 왕자님 (My Prince) (int. Park Bo-young)
2. Time she's forgotten
3. 47 years ago
4. A boy in the house
5. Decision to train him
6. Sun-yi's family
7. Chul-soo in the bath
8. First love
9. Training
10. Let's go to play
11. Cosplay
12. Where there's love
13. Special power
14. Turning to wolf
15. Discover the secret
16. She collapses
17. Ji-tae's anger
18. Chul-soo in chains
19. Evil plan
20. Searching for guitar
21. Out of control
22. To the forest
23. Love unreached
24. Don't leave me
25. Walking away
26. For a long time
27. A werewolf boy

## Accueil

### Sorties
A Werewolf Boy est présenté en avant-première en septembre 2012 au festival international du film de Toronto, ainsi qu'au festival international du film de Pusan, en octobre 2012.
Il est sorti le 31 octobre 2012 au Corée du Sud.

### Box-office
| Pays ou région | Box-office        | Date d'arrêt du box-office | Nombre de semaines |
| -------------- | ----------------- | -------------------------- | ------------------ |
| Corée du Sud   | 6 654 682 entrées | 6 janvier 2013             | 11                 |

Avant sa sortie nationale, le film compte déjà 6 468 spectateurs. Le week-end suivant, 2-4 novembre 2012, il est en plein sommet du box-office coréen, réunissant 1 030 285 spectateurs avec un cumul de 1 294 479 entrées. Il reste numéro un pendant trois week-ends jusqu'au 25 novembre 2012 avec 6 015 700 spectateurs au total. Détrôné par 26 Years (26년) de Jo Geun-hyeon en ce week-end du 30 novembre-2 décembre 2012, il se trouve désormais à la troisième place devant Les Cinq Légendes (Rise of the Guardians) de Peter Ramsey, avec 265 308 spectateurs pour cumuler 6 519 788 entrées.
Ce film reste onze semaines au box-office jusqu'au 6 janvier 2013 grâce aux 6 654 682 spectateurs coréens.

## Distinctions

### Récompenses
- Baek Sang Art Awards 2013 : meilleur nouveau réalisateur pour Jo Sung-hee

### Nominations
- Asian Film Awards 2013 : meilleurs costumes pour Kwak Jeong-Ae
- Baek Sang Art Awards 2013 :
  - Meilleur acteur pour Song Joong-ki
  - Meilleur film
  - Meilleur scénario pour Jo Sung-hee